# Michal Schlegel
Michal Schlegel (Ústí nad Orlicí, 31 mei 1995) is een Tsjechisch wielrenner. In 2015 werd hij zevende in de wegwedstrijd voor beloften op het wereldkampioenschap.

## Overwinningen
2012
 Tsjechisch kampioen tijdrijden, Junioren
2013
 Tsjechisch kampioen tijdrijden, Junioren
2015
Jongerenklassement Trofeo Joaquim Agostinho
Jongerenklassement Ronde van Tsjechië
Jongerenklassement Ronde van Oost-Bohemen
2016
 Tsjechisch kampioen tijdrijden, Beloften
 Tsjechisch kampioen op de weg op de weg, beloften
Jongerenklassement Ronde van Tsjechië
2017
Jongerenklassement Ronde van Kroatië
Jongerenklassement Ronde van Tsjechië
2019
3e etappe Ronde van de Elzas
2021
1e etappe Ronde van Małopolska
Eindklassement Ronde van Małopolska
2e etappe Ronde van Opper-Oostenrijk
Puntenklassement Ronde van Opper-Oostenrijk
Visegrad 4 Bicycle Race-Kerekparverseny

## Resultaten in voornaamste wedstrijden
| Jaar | Ronde van Italië | Ronde van Frankrijk | Ronde van Spanje |
| ---- | ---------------- | ------------------- | ---------------- |
| 2017 | 45e              |                     |                  |
| 2018 |                  |                     |                  |
| 2019 |                  |                     |                  |
| 2020 |                  |                     |                  |
| 2021 |                  |                     |                  |
| 2022 |                  |                     |                  |
| 2023 |                  |                     | 114e             |
| 2024 |                  |                     |                  |

| Jaar | Ronde van Lombardije | Clásica San Sebastián |  | WK op de weg |
| ---- | -------------------- | --------------------- |  | ------------ |
| 2017 |                      |                       |  |              |
| 2018 |                      |                       |  |              |
| 2019 |                      |                       |  |              |
| 2020 |                      |                       |  |              |
| 2021 |                      |                       |  |              |
| 2022 | opgave               |                       |  |              |
| 2023 |                      | 39e                   |  |              |
| 2024 |                      |                       |  | opgave       |

## Ploegen
- 2015 –  AWT GreenWay
- 2016 –  Klein Constantia
- 2017 –  CCC Sprandi Polkowice
- 2018 –  CCC Sprandi Polkowice
- 2019 –  Elkov-Author
- 2020 –  Elkov-Kasper
- 2021 –  Elkov-Kasper
- 2022 –  Caja Rural-Seguros RGA
- 2023 –  Caja Rural-Seguros RGA
- 2024 –  Caja Rural-Seguros RGA
- 2025 –  Elkov-Kasper

Baška · Bechynē · Bouhanni · Brockhoff · Cuadros · García · Guérin · Kasperkiewicz · Lehky · Novák · Schachmann · Schlegel · Molly (stagiair)
Bico · Bokeloh · Cavagna · García · Kasperkiewicz · Lehky · Mas · Molly · Narváez · Schachmann · Schlegel · Schreurs · Sisr · Lecroq (stagiair)
Banaszek · Białobłocki · Brożyna · Großschartner · Hirt · Kaczmarek · Koch · Kurek · Małecki · Michajlov · Mrożek · Owsian · Paluta · Paterski · Pluciński · Ponzi · Samojlaw · Schlegel · Sisr · Stosz · Taciak · Tratnik
Antunes · Banaszek · Bernas · Brożyna · Cieślik · Franczak · Gradek · Koch · Kump · Kurek · Małecki · Owsian · Paluta · Pluciński · Sajnok · Schlegel · Sisr · Stosz · Taciak · Tratnik
Amezqueta · Aular · Bagües · Barceló · Barrenetxea · Calle · Cepeda · Cuadros · Etxeberria · García · González · Johnston · Lastra · Leitão · Martín · Murguialday · Nicolau · Nieve · Pira · Prades ·Schlegel  · Balderstone (stagiair) · López de Abetxuko (stagiair) · López (stagiair)
Amezqueta · Aular · Babor · Balderstone · Barceló · Barrenetxea · Bárta · Cepeda · Etxeberria · García · González · Hailemichael · Johnston · Leitão · López · Martín · Murguialday · Nicolau · Pira · Prades ·Schlegel  · Sorarrain (vanaf 31/7) · Guardeño (stagiair) · Ibáñez (stagiair) · Silva (stagiair)
Arriola-Bengoa · Aular · Babor · Balderstone · Barceló · Bárta · Berwick · Cepeda · Etxeberria 
· Fernández · González · Guardeño · Hailemichael · Johnston · Leitão · López · Murguialday · Nicolau · Prades ·Schlegel · Silva · Sorarrain · Díaz (stagiair) · Ibáñez (stagiair)